# Wokingham (circonscription du Parlement britannique)
Circonscription parlementaire de la Chambre des communes
La circonscription de Wokingham est une circonscription parlementaire britannique située dans le Berkshire, et représentée à la Chambre des communes du Parlement britannique depuis 1987 par John Redwood du Parti conservateur.

## Members of Parliament

### MPs 1885–1918
| Élection | Élection                | Membre                            | Membre                            | Parti                             |
| -------- | ----------------------- | --------------------------------- | --------------------------------- | --------------------------------- |
|          | 1885                    | Sir George Russell, Bt.           |                                   | Conservateur                      |
|          | Élection partielle 1898 | Oliver Young                      |                                   | Conservateur                      |
|          | Élection partielle 1901 | Ernest Gardner                    |                                   | Conservateur                      |
|          | 1918                    | Suppression de la circonscription | Suppression de la circonscription | Suppression de la circonscription |

### MPs depuis 1950
| Élection | Élection | Membre                      | Membre | Parti        |
| -------- | -------- | --------------------------- | ------ | ------------ |
|          | 1950     | Peter Remnant               |        | Conservateur |
|          | 1959     | Sir William van Straubenzee |        | Conservateur |
|          | 1987     | Sir John Redwood            |        | Conservateur |

## Élections

### Élections dans les années 2010
| Parti         | Parti                | Candidat             | Voix   | %    | ±    |
| ------------- | -------------------- | -------------------- | ------ | ---- | ---- |
|               | Conservateur         | John Redwood         | 30,734 | 49,6 | 7.0  |
|               | Libéral Démocrate    | Dr Phillip Lee       | 23,351 | 37,7 | 21.8 |
|               | Travailliste         | Annette Medhurst     | 6,450  | 10,4 | 14.7 |
|               | Green                | Kizzi Johannessen    | 1,382  | 2,2  | 0.1  |
|               | Advance              | Annabel Mullin       | 80     | 0,1  | N/A  |
| Majorité      | Majorité             | Majorité             | 7,383  | 11,9 | 19.6 |
| Participation | Participation        | Participation        | 61,997 | 73,8 | 1.6  |
|               | Conservateur retenir | Conservateur retenir | Swing  | 14.4 |      |

| Parti         | Parti                | Candidat             | Voix   | %     | ±     |
| ------------- | -------------------- | -------------------- | ------ | ----- | ----- |
|               | Conservateur         | John Redwood         | 33,806 | 56,6  | -1.1  |
|               | Travailliste         | Andy Croy            | 15,008 | 25,1  | +10.6 |
|               | Libéral Démocrate    | Clive Jones          | 9,512  | 15,9  | +2.4  |
|               | Green                | Russell Seymour      | 1,364  | 2,3   | -1.5  |
| Majorité      | Majorité             | Majorité             | 18,798 | 31,5  | -11.7 |
| Participation | Participation        | Participation        | 59,690 | 75,1  | +3.2  |
|               | Conservateur retenir | Conservateur retenir | Swing  | -5.85 |       |

| Parti         | Parti                | Candidat             | Voix   | %    | ±     |
| ------------- | -------------------- | -------------------- | ------ | ---- | ----- |
|               | Conservateur         | John Redwood         | 32,329 | 57,7 | +5.0  |
|               | Travailliste         | Andy Croy            | 8,132  | 14,5 | +4.4  |
|               | Libéral Démocrate    | Clive Jones          | 7,572  | 13,5 | −14.5 |
|               | UKIP                 | Philip Cunnington    | 5,516  | 9,9  | +6.8  |
|               | Green                | Adrian Windisch      | 2,092  | 3,7  | +2.7  |
|               | Indépendant          | Kaz Lokuciewski      | 358    | 0,6  | N/A   |
| Majorité      | Majorité             | Majorité             | 24,197 | 43,2 | +19.5 |
| Participation | Participation        | Participation        | 55,999 | 71,9 | +0.4  |
|               | Conservateur retenir | Conservateur retenir | Swing  | +0.3 |       |

| Parti         | Parti                | Candidat                       | Voix   | %    | ±    |
| ------------- | -------------------- | ------------------------------ | ------ | ---- | ---- |
|               | Conservateur         | John Redwood                   | 28,754 | 52,7 | +4.6 |
|               | Libéral Démocrate    | Prue Bray                      | 15,262 | 28,0 | −4.7 |
|               | Travailliste         | George Davidson                | 5,516  | 10,1 | −4.9 |
|               | Indépendant          | Mark Ashwell                   | 2,340  | 4,3  | N/A  |
|               | UKIP                 | Ann Zebedee                    | 1,664  | 3,1  | +0.9 |
|               | Green                | Marjory Bisset                 | 567    | 1,0  | N/A  |
|               | Monster Raving Loony | Peter "Top Cat Bananaman" Owen | 329    | 0,6  | −0.6 |
|               | Indépendant          | Robin Smith                    | 96     | 0,2  | N/A  |
| Majorité      | Majorité             | Majorité                       | 13,492 | 24,7 | +9.0 |
| Participation | Participation        | Participation                  | 54,528 | 71,5 | +4.4 |
|               | Conservateur retenir | Conservateur retenir           | Swing  | +4.7 |      |

### Élections dans les années 2000
| Parti         | Parti                  | Candidat                       | Voix   | %    | ±    |
| ------------- | ---------------------- | ------------------------------ | ------ | ---- | ---- |
|               | Conservateur           | John Redwood                   | 22,174 | 48,1 | +2.0 |
|               | Libéral Démocrate      | Prue Bray                      | 14,934 | 32,4 | 0.0  |
|               | Travailliste           | David Black                    | 6,991  | 15,2 | −2.2 |
|               | UKIP                   | Frank Carstairs                | 994    | 2,2  | +0.2 |
|               | Monster Raving Loony   | Peter "Top Cat Bananaman" Owen | 569    | 1,2  | −0.8 |
|               | BNP                    | Richard Colborne               | 376    | 0,8  | N/A  |
|               | Telepathic Partnership | Michael Hall                   | 34     | 0,1  | N/A  |
| Majorité      | Majorité               | Majorité                       | 7,240  | 15,7 | +2.0 |
| Participation | Participation          | Participation                  | 46,072 | 67,1 | +3.0 |
|               | Conservateur retenir   | Conservateur retenir           | Swing  | +1.0 |      |

| Parti         | Parti                | Candidat                       | Voix   | %    | ±     |
| ------------- | -------------------- | ------------------------------ | ------ | ---- | ----- |
|               | Conservateur         | John Redwood                   | 20,216 | 46,1 | −4.0  |
|               | Libéral Démocrate    | Royce Longton                  | 14,222 | 32,4 | +1.1  |
|               | Travailliste         | Matthew Syed                   | 7,633  | 17,4 | +0.6  |
|               | UKIP                 | Franklin Carstairs             | 897    | 2,0  | N/A   |
|               | Monster Raving Loony | Peter "Top Cat Bananaman" Owen | 880    | 2,0  | +0.3  |
| Majorité      | Majorité             | Majorité                       | 5,994  | 13,7 | -5.0  |
| Participation | Participation        | Participation                  | 43,848 | 64,1 | −11.0 |
|               | Conservateur retenir | Conservateur retenir           | Swing  | -2.6 |       |

### Élections dans les années 1990
| Parti         | Parti                | Candidat                       | Voix   | %    | ±     |
| ------------- | -------------------- | ------------------------------ | ------ | ---- | ----- |
|               | Conservateur         | John Redwood                   | 25,086 | 50,1 | -11.7 |
|               | Libéral Démocrate    | Royce Longton                  | 15,721 | 31,4 | +5.7  |
|               | Travailliste         | Patricia Colling               | 8,424  | 16,8 | +5.5  |
|               | Monster Raving Loony | Peter "Top Cat Bananaman" Owen | 877    | 1,8  | +1.1  |
| Majorité      | Majorité             | Majorité                       | 9,365  | 18,7 | -17.6 |
| Participation | Participation        | Participation                  | 50,108 | 75,0 | -6.8  |
|               | Conservateur retenir | Conservateur retenir           | Swing  | -8.7 |       |

| Parti         | Parti                | Candidat                       | Voix   | %    | ±    |
| ------------- | -------------------- | ------------------------------ | ------ | ---- | ---- |
|               | Conservateur         | John Redwood                   | 43,497 | 61,4 | 0.0  |
|               | Libéral Démocrate    | Paul G.T. Simon                | 17,788 | 25,1 | −4.8 |
|               | Travailliste         | Nelson T.G. Bland              | 8,846  | 12,5 | +3.8 |
|               | Monster Raving Loony | Peter "Top Cat Bananaman" Owen | 531    | 0,7  | N/A  |
|               | Indépendant          | Philip Harriss                 | 148    | 0,2  | N/A  |
| Majorité      | Majorité             | Majorité                       | 25,709 | 36,3 | +4.9 |
| Participation | Participation        | Participation                  | 70,810 | 81,8 | +3.7 |
|               | Conservateur retenir | Conservateur retenir           | Swing  | +2.4 |      |

### Élections dans les années 1980
| Parti         | Parti                | Candidat             | Voix   | %    | ±    |
| ------------- | -------------------- | -------------------- | ------ | ---- | ---- |
|               | Conservateur         | John Redwood         | 39,808 | 61,4 | +1.0 |
|               | Liberal              | John Leston          | 19,421 | 29,9 | −1.7 |
|               | Travailliste         | Peter Morgan         | 5,622  | 8,7  | +0.7 |
| Majorité      | Majorité             | Majorité             | 20,387 | 31,5 | +2.7 |
| Participation | Participation        | Participation        | 64,851 | 78,1 | +2.1 |
|               | Conservateur retenir | Conservateur retenir | Swing  | +0.8 |      |

| Parti         | Parti                | Candidat                | Voix   | %     | ±      |
| ------------- | -------------------- | ----------------------- | ------ | ----- | ------ |
|               | Conservateur         | William van Straubenzee | 32,925 | 60,4  | +5.96  |
|               | Liberal              | John Leston             | 17,227 | 31,6  | +13.37 |
|               | Travailliste         | M. Orton                | 4,362  | 8,0   | -18.24 |
| Majorité      | Majorité             | Majorité                | 15,698 | 28,8  | +0.6   |
| Participation | Participation        | Participation           | 54,514 | 76,0  | -2.22  |
|               | Conservateur retenir | Conservateur retenir    | Swing  | -3.71 |        |

### Élections dans les années 1970
| Parti         | Parti                | Candidat                | Voix   | %     | ±      |
| ------------- | -------------------- | ----------------------- | ------ | ----- | ------ |
|               | Conservateur         | William van Straubenzee | 36,194 | 54,44 | +11.29 |
|               | Travailliste         | AE Furley               | 17,448 | 26,24 | -3.06  |
|               | Liberal              | P Mullarky              | 12,120 | 18,23 | -9.32  |
|               | National Front       | G Sanders               | 722    | 1,09  | N/A    |
| Majorité      | Majorité             | Majorité                | 18,746 | 28,20 | +14.35 |
| Participation | Participation        | Participation           | 65,762 | 78,22 | +2.62  |
|               | Conservateur retenir | Conservateur retenir    | Swing  | +7.18 |        |

| Parti         | Parti                | Candidat                | Voix   | %     | ±     |
| ------------- | -------------------- | ----------------------- | ------ | ----- | ----- |
|               | Conservateur         | William van Straubenzee | 24,009 | 43,15 | -2.01 |
|               | Travailliste         | RW Crew                 | 16,304 | 29,30 | +2.31 |
|               | Liberal              | T Blyth                 | 15,329 | 27,55 | -0.30 |
| Majorité      | Majorité             | Majorité                | 7,705  | 13,85 | -3.46 |
| Participation | Participation        | Participation           |        | 75,60 | -7.24 |
|               | Conservateur retenir | Conservateur retenir    | Swing  |       |       |

| Parti         | Parti                | Candidat                | Voix   | %     | ±      |
| ------------- | -------------------- | ----------------------- | ------ | ----- | ------ |
|               | Conservateur         | William van Straubenzee | 27,223 | 45,16 | -9.84  |
|               | Liberal              | SMM Cuff                | 16,791 | 27,85 | +11.67 |
|               | Travailliste         | RW Crew                 | 16,269 | 26,99 | -1.83  |
| Majorité      | Majorité             | Majorité                | 10,432 | 17,31 | -8.87  |
| Participation | Participation        | Participation           |        | 82,84 | +10.63 |
|               | Conservateur retenir | Conservateur retenir    | Swing  |       |        |

| Parti         | Parti                | Candidat                | Voix   | %     | ±      |
| ------------- | -------------------- | ----------------------- | ------ | ----- | ------ |
|               | Conservateur         | William van Straubenzee | 43,183 | 55,00 | +7.11  |
|               | Travailliste         | Christopher AR Helm     | 22,630 | 28,82 | -5.59  |
|               | Liberal              | Denis HV Case           | 12,704 | 16,18 | -1.51  |
| Majorité      | Majorité             | Majorité                | 20,553 | 26,18 | +12.70 |
| Participation | Participation        | Participation           |        | 72,21 | -7.02  |
|               | Conservateur retenir | Conservateur retenir    | Swing  |       |        |

### Élections dans les années 1960
| Parti         | Parti                | Candidat                | Voix   | %     | ± |
| ------------- | -------------------- | ----------------------- | ------ | ----- | - |
|               | Conservateur         | William van Straubenzee | 34,011 | 47,89 | ' |
|               | Travailliste         | Raymond Carter          | 24,437 | 34,41 |   |
|               | Liberal              | Margaret Wingfield      | 12,564 | 17,69 |   |
| Majorité      | Majorité             | Majorité                | 9,574  | 13,48 |   |
| Participation | Participation        | Participation           |        | 79,23 |   |
|               | Conservateur retenir | Conservateur retenir    | Swing  |       |   |

| Parti         | Parti                    | Candidat                | Voix   | %     | ±     |
| ------------- | ------------------------ | ----------------------- | ------ | ----- | ----- |
|               | Conservateur             | William van Straubenzee | 32,777 | 50,23 | -7.30 |
|               | Travailliste             | John Ellis              | 17,954 | 27,52 | -0.24 |
|               | Liberal                  | Margaret Wingfield      | 13,875 | 21,26 |       |
|               | Conservateur indépendant | Charles Ford            | 645    | 0,99  |       |
| Majorité      | Majorité                 | Majorité                | 14,823 | 22,72 |       |
| Participation | Participation            | Participation           |        | 79,21 |       |
|               | Conservateur retenir     | Conservateur retenir    | Swing  |       |       |

### Élections dans les années 1950
| Parti         | Parti                | Candidat                | Voix   | %     | ±     |
| ------------- | -------------------- | ----------------------- | ------ | ----- | ----- |
|               | Conservateur         | William van Straubenzee | 30,896 | 57,53 | -1.99 |
|               | Travailliste         | Terence Boston          | 14,905 | 27,76 | -1.94 |
|               | Liberal              | Claud William J Rout    | 7,899  | 14,71 | +3.93 |
| Majorité      | Majorité             | Majorité                | 15,991 | 29,78 |       |
| Participation | Participation        | Participation           |        | 79,98 |       |
|               | Conservateur retenir | Conservateur retenir    | Swing  |       |       |

| Parti         | Parti                | Candidat             | Voix   | %     | ±     |
| ------------- | -------------------- | -------------------- | ------ | ----- | ----- |
|               | Conservateur         | Peter Remnant        | 25,843 | 59,52 | '     |
|               | Travailliste         | Terence Boston       | 12,895 | 29,70 | -0.18 |
|               | Liberal              | John Patrick McQuade | 4,679  | 10,78 | +1.67 |
| Majorité      | Majorité             | Majorité             | 12,948 | 29,82 |       |
| Participation | Participation        | Participation        |        | 76,63 |       |
|               | Conservateur retenir | Conservateur retenir | Swing  |       |       |

| Parti         | Parti                | Candidat             | Voix   | %     | ± |
| ------------- | -------------------- | -------------------- | ------ | ----- | - |
|               | Conservateur         | Peter Remnant        | 21,652 | 61,01 | ' |
|               | Travailliste         | Eric A Hubble        | 10,606 | 29,88 |   |
|               | Liberal              | John Patrick McQuade | 3,233  | 9,11  |   |
| Majorité      | Majorité             | Majorité             | 11,046 | 31,12 |   |
| Participation | Participation        | Participation        |        | 78,45 |   |
|               | Conservateur retenir | Conservateur retenir | Swing  |       |   |

| Parti         | Parti                                  | Candidat             | Voix   | %    | ±   |
| ------------- | -------------------------------------- | -------------------- | ------ | ---- | --- |
|               | Conservateur                           | Peter Remnant        | 20,612 | 57,7 | N/A |
|               | Travailliste                           | Eric A Hubble        | 10,296 | 28,8 | N/A |
|               | Liberal                                | John Patrick McQuade | 4,793  | 13,4 | N/A |
| Majorité      | Majorité                               | Majorité             | 10,316 | 28,9 | N/A |
| Participation | Participation                          | Participation        | 35,701 | 81,0 | N/A |
|               | Conservateur vainqueur (nouveau siège) |                      |        |      |     |

## Résultats élection 1885-1918

### Élections dans les années 1910
| Parti | Parti             | Candidat       | Voix            | %               | ±               |
| ----- | ----------------- | -------------- | --------------- | --------------- | --------------- |
|       | Conservateur      | Ernest Gardner | Sans opposition | Sans opposition | Sans opposition |
|       | Conservateur hold |                |                 |                 |                 |

| Parti              | Parti                | Candidat             | Voix   | %     | ±     |
| ------------------ | -------------------- | -------------------- | ------ | ----- | ----- |
|                    | Conservateur         | Ernest Gardner       | 8,132  | 66,5  | +10.4 |
|                    | Liberal              | Holford Knight       | 4,095  | 33,5  | −10.4 |
| Majorité           | Majorité             | Majorité             | 4,037  | 33,0  | +20.8 |
| Participation      | Participation        | Participation        | 12,227 | 85,3  | +2.2  |
| Registre électeurs | Registre électeurs   | Registre électeurs   | 14,327 |       |       |
|                    | Conservateur retenir | Conservateur retenir | Swing  | +10.4 |       |

### Élections dans les années 1900
| Parti              | Parti                | Candidat             | Voix   | %    | ±   |
| ------------------ | -------------------- | -------------------- | ------ | ---- | --- |
|                    | Conservateur         | Ernest Gardner       | 6,075  | 56,1 | N/A |
|                    | Liberal              | George Gordon        | 4,750  | 43,9 | N/A |
| Majorité           | Majorité             | Majorité             | 1,325  | 12,2 | N/A |
| Participation      | Participation        | Participation        | 10,825 | 83,1 | N/A |
| Registre électeurs | Registre électeurs   | Registre électeurs   | 13,033 |      |     |
|                    | Conservateur retenir | Conservateur retenir | Swing  | N/A  |     |

| Parti | Parti             | Candidat       | Voix            | %               | ±               |
| ----- | ----------------- | -------------- | --------------- | --------------- | --------------- |
|       | Conservateur      | Ernest Gardner | Sans opposition | Sans opposition | Sans opposition |
|       | Conservateur hold |                |                 |                 |                 |

| Parti | Parti             | Candidat     | Voix            | %               | ±               |
| ----- | ----------------- | ------------ | --------------- | --------------- | --------------- |
|       | Conservateur      | Oliver Young | Sans opposition | Sans opposition | Sans opposition |
|       | Conservateur hold |              |                 |                 |                 |

### Élections dans les années 1890
| Parti              | Parti                | Candidat              | Voix   | %    | ±   |
| ------------------ | -------------------- | --------------------- | ------ | ---- | --- |
|                    | Conservateur         | Oliver Young          | 4,726  | 56,2 | N/A |
|                    | Liberal              | George William Palmer | 3,690  | 43,8 | N/A |
| Majorité           | Majorité             | Majorité              | 1,036  | 12,4 | N/A |
| Participation      | Participation        | Participation         | 8,416  | 75,2 | N/A |
| Registre électeurs | Registre électeurs   | Registre électeurs    | 11,189 |      |     |
|                    | Conservateur retenir | Conservateur retenir  | Swing  | N/A  |     |

- Causé par la mort de Russell.

| Parti | Parti             | Candidat       | Voix            | %               | ±               |
| ----- | ----------------- | -------------- | --------------- | --------------- | --------------- |
|       | Conservateur      | George Russell | Sans opposition | Sans opposition | Sans opposition |
|       | Conservateur hold |                |                 |                 |                 |

| Parti              | Parti                | Candidat                | Voix   | %    | ±   |
| ------------------ | -------------------- | ----------------------- | ------ | ---- | --- |
|                    | Conservateur         | George Russell          | 4,986  | 64,6 | N/A |
|                    | Liberal              | Frederick Joseph Patton | 2,738  | 35,4 | N/A |
| Majorité           | Majorité             | Majorité                | 2,248  | 29,2 | N/A |
| Participation      | Participation        | Participation           | 7,724  | 76,2 | N/A |
| Registre électeurs | Registre électeurs   | Registre électeurs      | 10,142 |      |     |
|                    | Conservateur retenir | Conservateur retenir    | Swing  | N/A  |     |

### Élections dans les années 1880
| Parti | Parti             | Candidat       | Voix            | %               | ±               |
| ----- | ----------------- | -------------- | --------------- | --------------- | --------------- |
|       | Conservateur      | George Russell | Sans opposition | Sans opposition | Sans opposition |
|       | Conservateur hold |                |                 |                 |                 |

| Parti              | Parti                                  | Candidat           | Voix  | %    | ±   |
| ------------------ | -------------------------------------- | ------------------ | ----- | ---- | --- |
|                    | Conservateur                           | George Russell     | 4,710 | 60,6 | N/A |
|                    | Liberal                                | Edwin Lawrence     | 3,062 | 39,4 | N/A |
| Majorité           | Majorité                               | Majorité           | 1,648 | 21,2 | N/A |
| Participation      | Participation                          | Participation      | 7,772 | 83,9 | N/A |
| Registre électeurs | Registre électeurs                     | Registre électeurs | 9,258 |      |     |
|                    | Conservateur vainqueur (nouveau siège) |                    |       |      |     |